# Rebecca Scown
Rebecca Scown (Hawera, 10 agosto 1983) è una canottiera neozelandese.

## Palmarès
- Olimpiadi

Londra 2012: bronzo nel 2 senza.
Rio de Janeiro 2016: argento nel 2 senza.
- Mondiali

Poznan 2009: bronzo nel 2 senza.
Karapiro 2010: oro nel 2 senza.
Bled 2011: oro nel 2 senza.
Chungjiu 2013: bronzo nel 2 senza.
Amsterdam 2014: bronzo nel 2 senza.
Aiguebelette 2015: argento nell'8.
Sarasota 2017: bronzo nell'8.